# Вакцинація проти COVID-19 на Коморських Островах
Вакцинація проти COVID-19 на Коморських Островах — це кампанія масової імунізації населення Коморських Островів проти COVID-19 під час пандемії коронавірусної хвороби. Вакцинація проти COVID-19 на Коморських Островах розпочалася 10 квітня 2021 року після отримання 10 тисяч доз вакцини Sinopharm BIBP від Китаю. Станом на 8 червня 2021 року введено 84360 доз, однією дозою вакциновано 43140 осіб, повністю вакциновано 41220 осіб. 26 червня 2021 року Коморські Острови придбали 200 тисяч додаткових доз вакцини Sinopharm BIBP, а через 5 днів — 100 тисяч доз, наданих Китаєм.